# Liva Weel
Liva Weel (31 de diciembre de 1897 – 22 de mayo de 1952) fue una comediante, actriz y cantante de nacionalidad danesa.

## Biografía
Su verdadero nombre era Olivia Marie Olsen, y nació en Copenhague, Dinamarca. Se crio en Vesterbro (Copenhague), donde vivían sus padres, Carlo Martin Ingomar Olsen (1867-1931) y Marie Christine Dorthea Olivia Josephine Petersen (1873-1920).
A los 17 años de edad, Weel empezó a educar su voz con la cantante de ópera y profesora de música Hedevig Quiding (16 de septiembre de 1867 – 22 de octubre de 1936), recibiendo también lecciones de canto de Vilhelm Herold. En 1917 actuó por vez primera como cantante en una fiesta organizada por Hedevig Quiding en Politikens Hus. Gracias a ello obtuvo compromisos para trabajar en Odder y Nykøbing Falster. Su debut en esa última ciudad fue un total éxito, y consiguió actuar a partir de 1918 en el Scalarevyen, local para el cual trabajó diez años. Allí actuó, entre otros, con Carl Alstrup, desarrollando también papeles serios. 
Además de su trabajo en diferentes revistas, Weel también trabajó como actriz cinematográfica.
En el Teatro Real de Copenhague fue artista invitada en 1930 encarnando a Pernille en la pieza de Ludvig Holberg Den Stundesløse.
El 10 de diciembre de 1921 se casó en la Iglesia de Holmen con el actor y director de teatro Arne Weel, con el que tuvo un hijo en 1922, Jørgen Weel. Liva y Arne Weel se divorciaron en 1924. El 28 de julio de 1933 Liva Weel volvió a casarse en Frederiksberg con Fritz Hueg (31 de enero de 1905 – 15 de noviembre de 1971). Al siguiente año se divorciaron.
A finales de los años 1920, Liva Weel conoció al autor Poul Henningsen (1894-1967), que dejó una marca profunda en su carrera, escribiendo muchas de las canciones que hoy en día se asocian a Liva Weel. Una de ellas fue "Man binder os på mund og hånd", perteneciente a la revista "Dyveke", representada en el Riddersalen en 1940, inmediatamente después de ser ocupada  Dinamarca durante la Segunda Guerra Mundial. Poul Henningsen escribió la letra, siendo la música de Kai Normann Andersen.
Su vida fue filmada en la serie televisiva de DR en cuatro episodios Kald mig Liva (1992). 
Liva Weel falleció en Copenhague en el año 1952.

## Filmografía
- 1932 : Odds 777
- 1933 : De blaa drenge
- 1937 : Cocktail
- 1937 : Frøken Møllers jubilæum
- 1938 : Under byens tage
- 1942 : Ta' briller på
- 1950 : Smedestræde 4